# Anka Pogačnik
Anka Pogačnik (23 de diciembre de 1991) es una deportista eslovena que compite en judo.
En los Juegos Europeos de Bakú 2015 consiguió una medalla de bronce en la prueba por equipo. Ganó una medalla de bronce en el Campeonato Europeo de Judo de 2022, en la categoría de –70 kg.

## Palmarés internacional
| Juegos Europeos    | Juegos Europeos   | Juegos Europeos   | Juegos Europeos |
| Año                | Lugar             | Medalla           | Categoría       |
| ------------------ | ----------------- | ----------------- | --------------- |
| 2015               | Bakú (Azerbaiyán) | Medalla de bronce | Equipo          |
| Campeonato Europeo |                   |                   |                 |
| Año                | Lugar             | Medalla           | Categoría       |
| 2022               | Sofía (Bulgaria)  | Medalla de bronce | –70 kg          |